# Lac Winnipesaukee
 (janvier 2016).
Si vous disposez d'ouvrages ou d'articles de référence ou si vous connaissez des sites web de qualité traitant du thème abordé ici, merci de compléter l'article en donnant les références utiles à sa vérifiabilité et en les liant à la section « Notes et références ».
Le lac Winnipesaukee est le plus grand lac de l'État du New Hampshire aux États-Unis.

## géographie
Le lac Winnipesaukee/ˌwɪnɪpəˈsɔːki/ est situé dans la région des lacs dans l'état du New Hampshire. Sa dimension est d'environ 34 km (21 milles)  de longueur et de 1,6 à 14,5 km (1 à 9 milles)  de largeur avec une profondeur maximale de 65 mètres (212 pieds). La ville de Wolfeboro qui comptait 6 000 habitants en 2000 est située sur ses rives.
Le lac contient au moins 258 îles dont la moitié sont inférieures à un quart d'acre (10 ares) en superficie. Il compte plusieurs péninsules, ce qui donne un littoral total d'environ 463 km (288 milles). Il est à 154 m (504 pieds)  au-dessus du niveau de la mer. Le lac Winnipesaukee est le troisième plus grand lac en Nouvelle-Angleterre après le Lac Champlain et le Lac de Moosehead. L'exutoire du lac, la rivière  Winnipesaukee, rejoint la rivière Pemigewasset pour former le fleuve Merrimack qui coule vers le sud dans l'état du Massachusetts puis se jette dans l'Atlantique.

## Cinéma
La majeure partie du film Quoi de neuf, Bob ? (What About Bob ?) de Frank Oz (1991), avec Bill Murray et Richard Dreyfuss, se déroule dans une maison de vacances au bord du lac.